# 颜坚生
颜坚生（1960年—），湖南邵东人，汉族，中华人民共和国政治人物、第十一届全国人民代表大会湖南地区代表。
毕业于中南财经政治大学企业管理专业。加入民建。担任湖南德天投资有限公司董事长。2008年起担任全国人大代表。